# Javorník (Čtyřkoly)
Javorník (Duits: Jawornik of Jawornik bei Vierrad) is een Tsjechische plaats in de gemeente Čtyřkoly in de regio Midden-Bohemen en maakt deel uit van het district Benešov. Het dorp is aaneengegroeid met Čtyřkoly.
Javorník telt 259 inwoners (2021).

## Geografie
Javorník ligt aan de oever van de Sázava. Aan de overzijde daarvan ligt Zlenice.

## Geschiedenis
De eerste schriftelijke vermelding van het dorp dateert van 1444.
Sinds 1990 maakt Javorník deel uit van de gemeente Čtyřkoly.

## Verkeer en vervoer

### Autowegen
Er leidt een regionale weg naar het dorp.

### Spoorlijnen
Er is geen station in Javorník. De dichtstbijzijnde stations zijn in Čtyřkoly en Zlenice.

### Buslijnen
Er halteren geen bussen in het dorp.

## Galerij

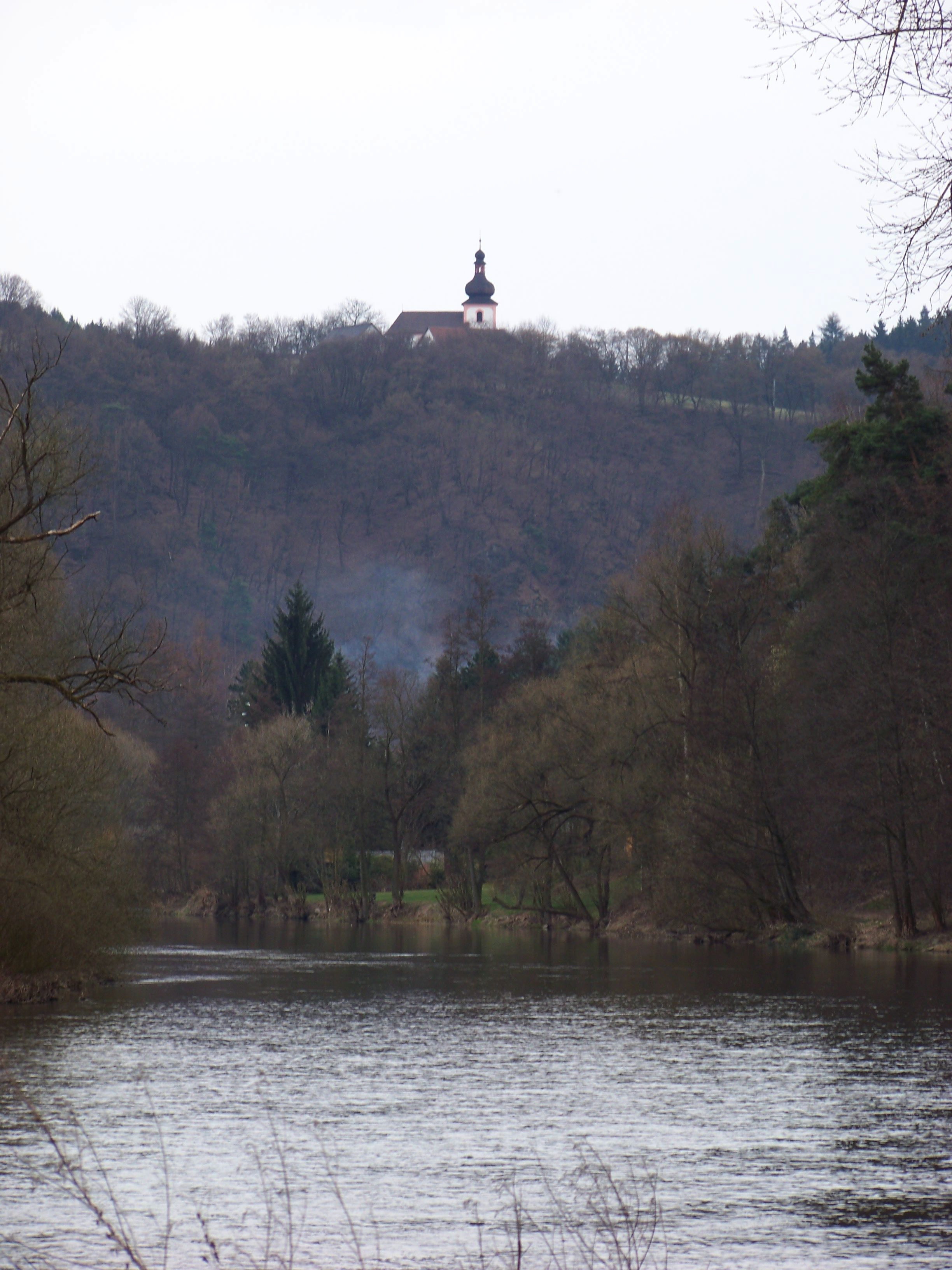
Kerk in Lštění, zichtbaar vanaf de dorpsgrens (2013)
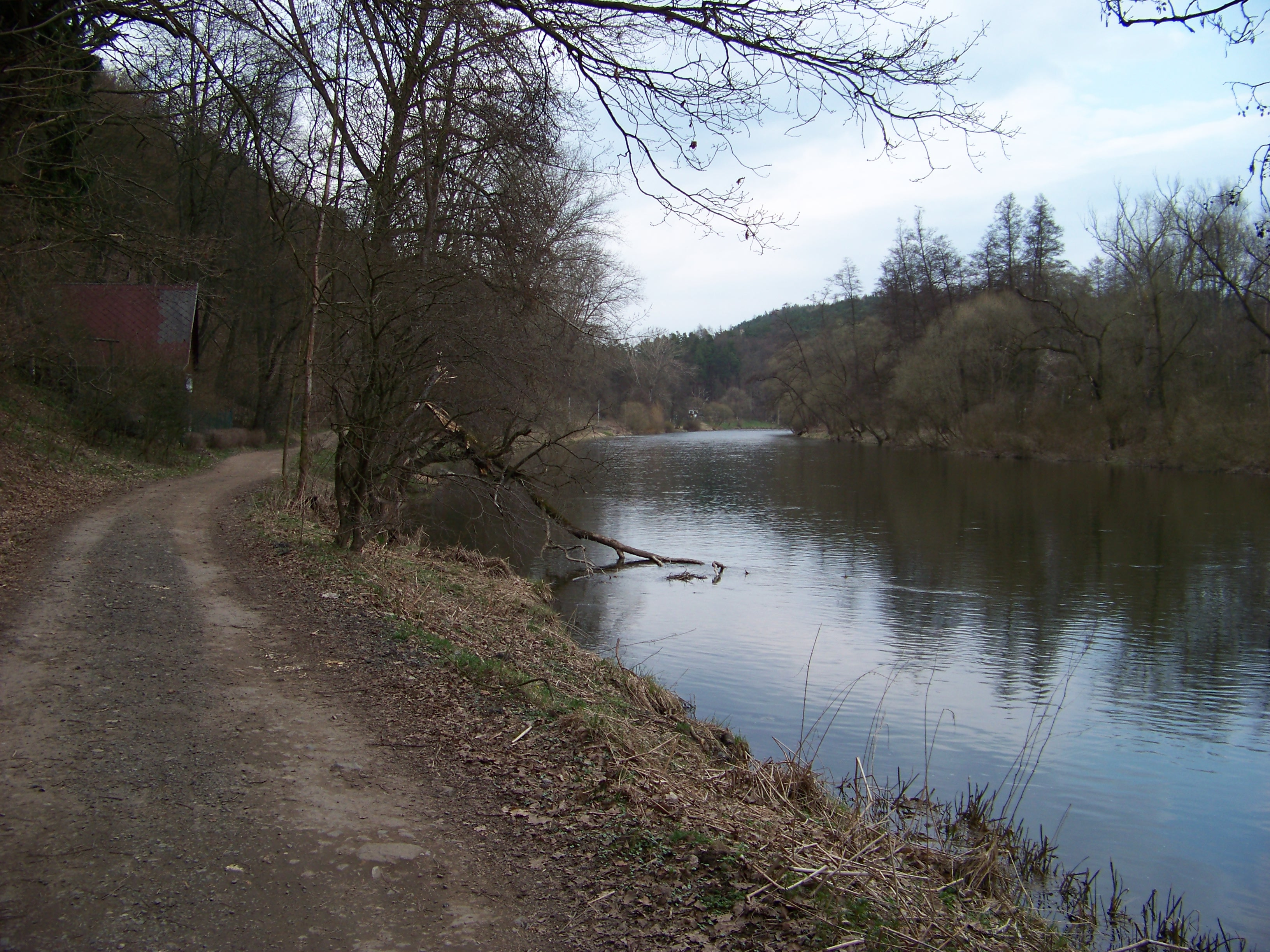
Sázava (rivier) nabij het dorp (2013)
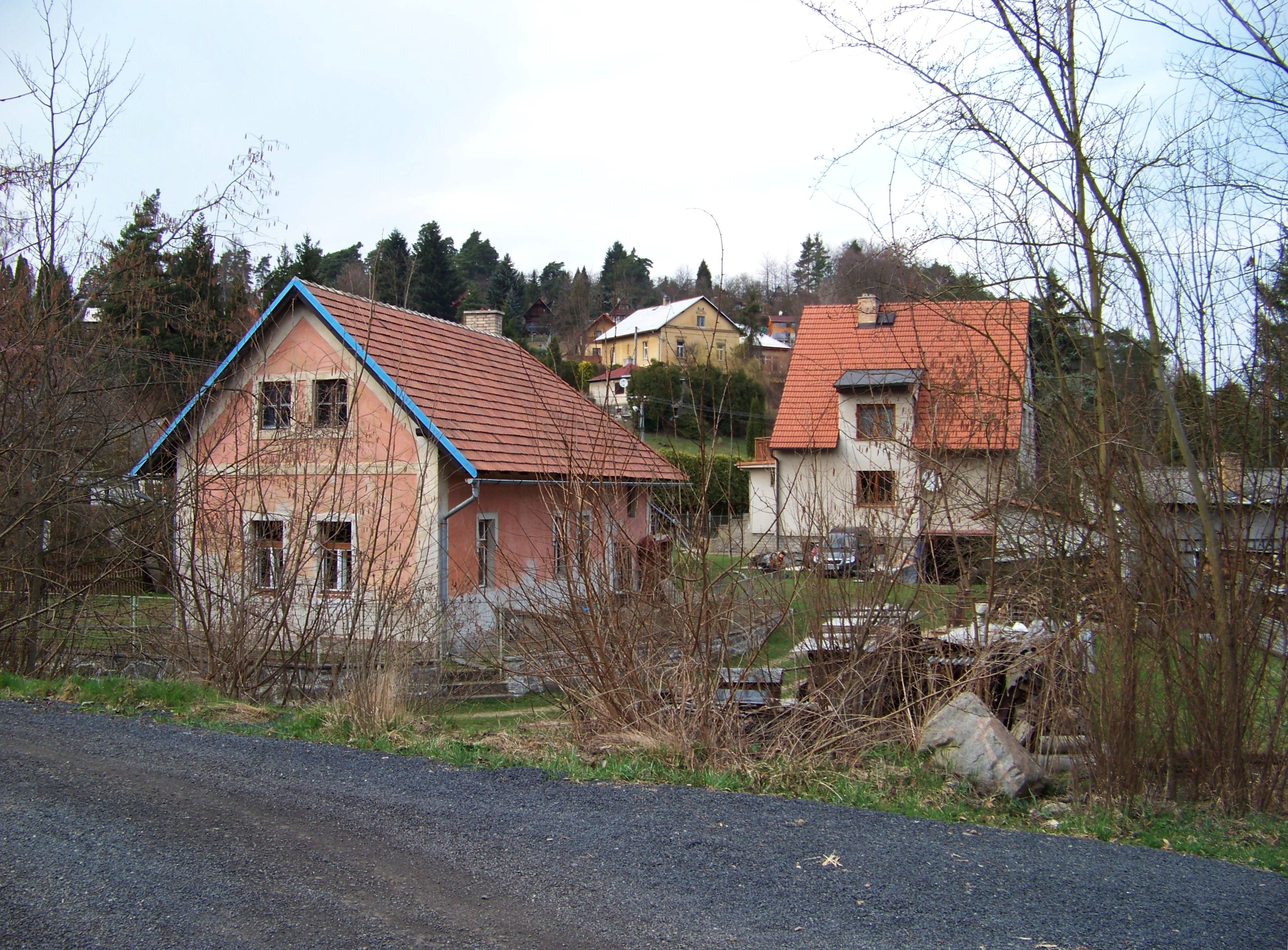
Huizen in het dorp (2013)
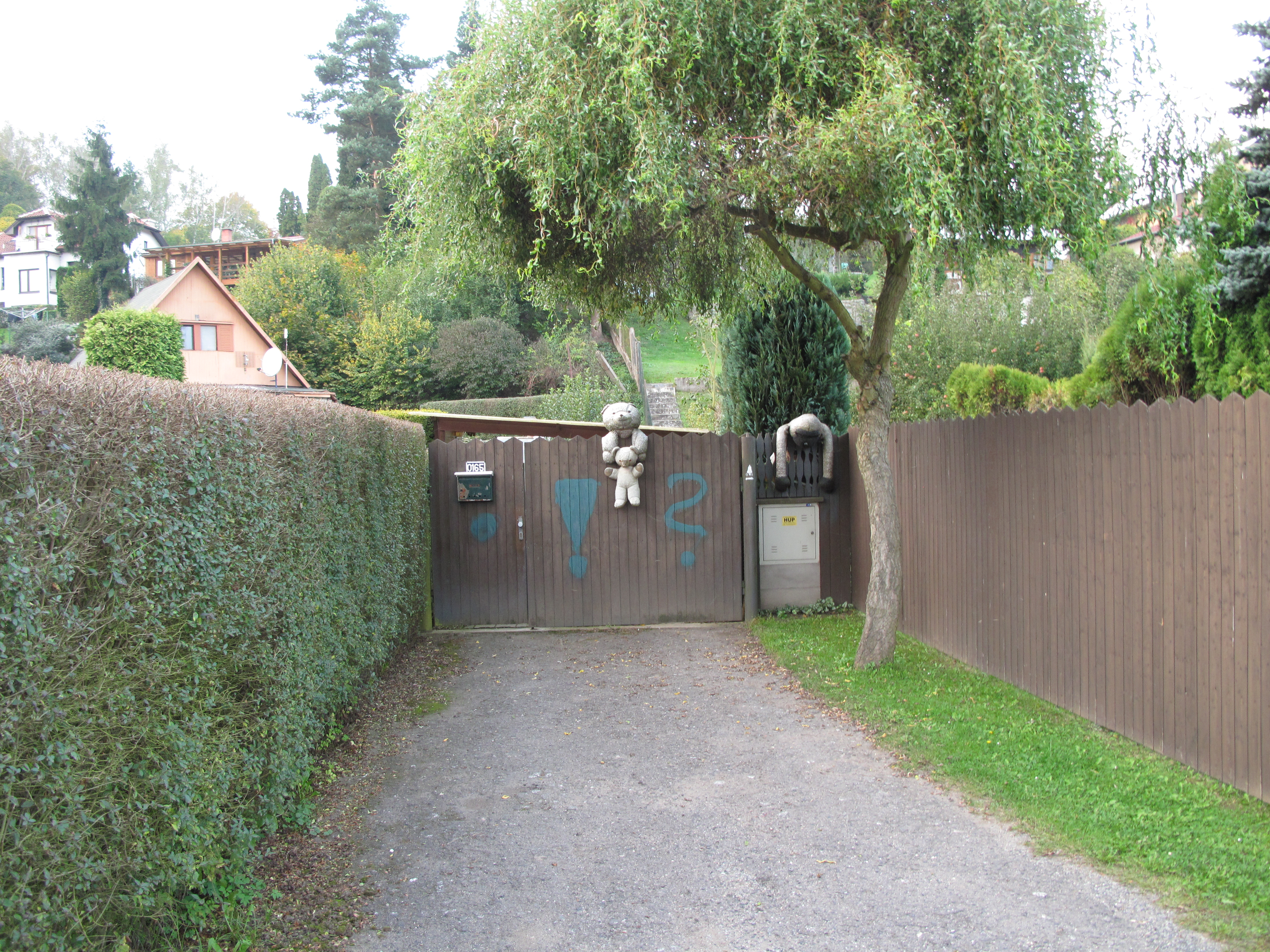
Toegangsweg in het dorp (2014)